# Boursinidia inca
Boursinidia inca är en fjärilsart som beskrevs av Köhler 1979. Boursinidia inca ingår i släktet Boursinidia och familjen nattflyn. Inga underarter finns listade i Catalogue of Life.